# Гелен Гант
Ге́лен Елі́забет Гант (англ. Helen Elizabeth Hunt; нар. 15 червня 1963, Калвер-Сіті) — американська акторка, сценаристка, режисерка та продюсерка.

## Біографія
Народилася 15 червня 1963 року в містечку Калвер-Сіті (Каліфорнія, США).
Зніматися в кіно почала дитиною. Проривом стала головна роль у серіалі «Без розуму від тебе» («Mad about you»), за яку отримала «Золотий глобус» і чотири премії «Еммі». За кожну нову серію в цьому телефільмі гонорар Гант становив мільйон доларів — найвища зарплата телеактора в історії кіно.
Такий неймовірний успіх змусив голлівудських босів запросити Гант на знімання в кінопроєктах. Її роль у романтичній комедії «Краще не буває» (1997) була відзначена «Оскаром». Критика пророкувала Гант грандіозне майбутнє, однак її подальші роботи були сприйняті досить стримано.

## Особисте життя
1999 року одружилася з актором Генком Азарією, наступного року вони розійшлися. У 2001—2017 рр. — у стосунках зі сценаристом Метью Карнаханом, від якого народила дочку Макену Лей.

## Фільмографія
| Рік  |   | Українська назва               | Оригінальна назва              | Роль                          |
| ---- | - | ------------------------------ | ------------------------------ | ----------------------------- |
| 1977 | ф | Rollercoaster                  | Rollercoaster                  |                               |
| 1983 | ф | Quarterback Princess           | Quarterback Princess           |                               |
| 1983 | ф | Choices of the Heart           | Choices of the Heart           |                               |
| 1985 | ф | Трансери (фільм)               | Trancers                       |                               |
| 1985 | ф | Girls Just Want to Have Fun    | Girls Just Want to Have Fun    |                               |
| 1986 | ф | Пеґґі Сью вийшла заміж         | Peggy Sue Got Married          |                               |
| 1986 | ф | The Frog Prince                | The Frog Prince                |                               |
| 1987 | ф | Project X                      | Project X                      |                               |
| 1988 | ф | Miles from Home                | Miles from Home                |                               |
| 1988 | ф | Stealing Home                  | Stealing Home                  |                               |
| 1989 | ф | Next of Kin                    | Next of Kin                    |                               |
| 1991 | ф | Трансери 2                     | Trancers II                    |                               |
| 1991 | ф | Into the Badlands              | Into the Badlands              |                               |
| 1992 | ф | Трансери 3                     | Trancers III                   |                               |
| 1992 | ф | Only You                       | Only You                       |                               |
| 1992 | ф | Bob Roberts                    | Bob Roberts                    |                               |
| 1992 | ф | Mr. Saturday Night             | Mr. Saturday Night             |                               |
| 1992 | ф | The Waterdance                 | The Waterdance                 |                               |
| 1995 | ф | Поцілунок смерті               | Kiss of Death                  |                               |
| 1996 | ф | Смерч                          | Twister                        |                               |
| 1997 | ф | Краще не буває                 | As Good as It Gets             |                               |
| 2000 | ф | Чого хочуть жінки              | What Women Want                |                               |
| 2000 | ф | Заплати іншому                 | Pay It Forward                 | Арлін МакКінні (мати Тревора) |
| 2000 | ф | Dr. T & the Women              | Dr. T & the Women              |                               |
| 2001 | ф | The Curse of the Jade Scorpion | The Curse of the Jade Scorpion |                               |
| 2001 | ф | Ніч у барі Мак-Кула            | One Night at McCool's          | водій вантажівки              |
| 2004 | ф | A Good Woman                   | A Good Woman                   |                               |
| 2006 | ф | Боббі (фільм, 2006)            | Bobby                          |                               |
| 2007 | ф | Вона мене знайшла              | Then She Found Me              |                               |
| 2010 | ф | Every Day                      | Every Day                      |                               |
| 2011 | ф | Серфер душі                    | Soul Surfer                    |                               |
| 2012 | ф | The Sessions                   | The Sessions                   |                               |
| 2013 | ф | Decoding Annie Parker          | Decoding Annie Parker          |                               |
| 2014 | ф | Ride                           | Ride                           |                               |
| 2017 | ф | I Love You, Daddy              | I Love You, Daddy              |                               |
| 2019 | ф | Я тебе бачу                    | I See You                      |                               |
| 2020 | ф | Нічний портьє                  | The Night Clerk                | Джекі Гарпер                  |